# Neviano degli Arduini
Neviano degli Arduini is een gemeente in de Italiaanse provincie Parma (regio Emilia-Romagna) en telt 3734 inwoners (31-12-2004). De oppervlakte bedraagt 105,9 km², de bevolkingsdichtheid is 36 inwoners per km².
De volgende frazioni maken deel uit van de gemeente: Vedi elenco.

## Demografie
Neviano degli Arduini telt ongeveer 1786 huishoudens. Het aantal inwoners steeg in de periode 1991-2001 met 3,2% volgens cijfers uit de tienjaarlijkse volkstellingen van ISTAT.
| Jaar | Inwoneraantal |
| ---- | ------------- |
| 1991 | 3612          |
| 2001 | 3727          |

## Geografie
Neviano degli Arduini grenst aan de volgende gemeenten: Canossa (RE), Langhirano, Lesignano de' Bagni, Palanzano, Tizzano Val Parma, Traversetolo, Vetto (RE).

## Externe link

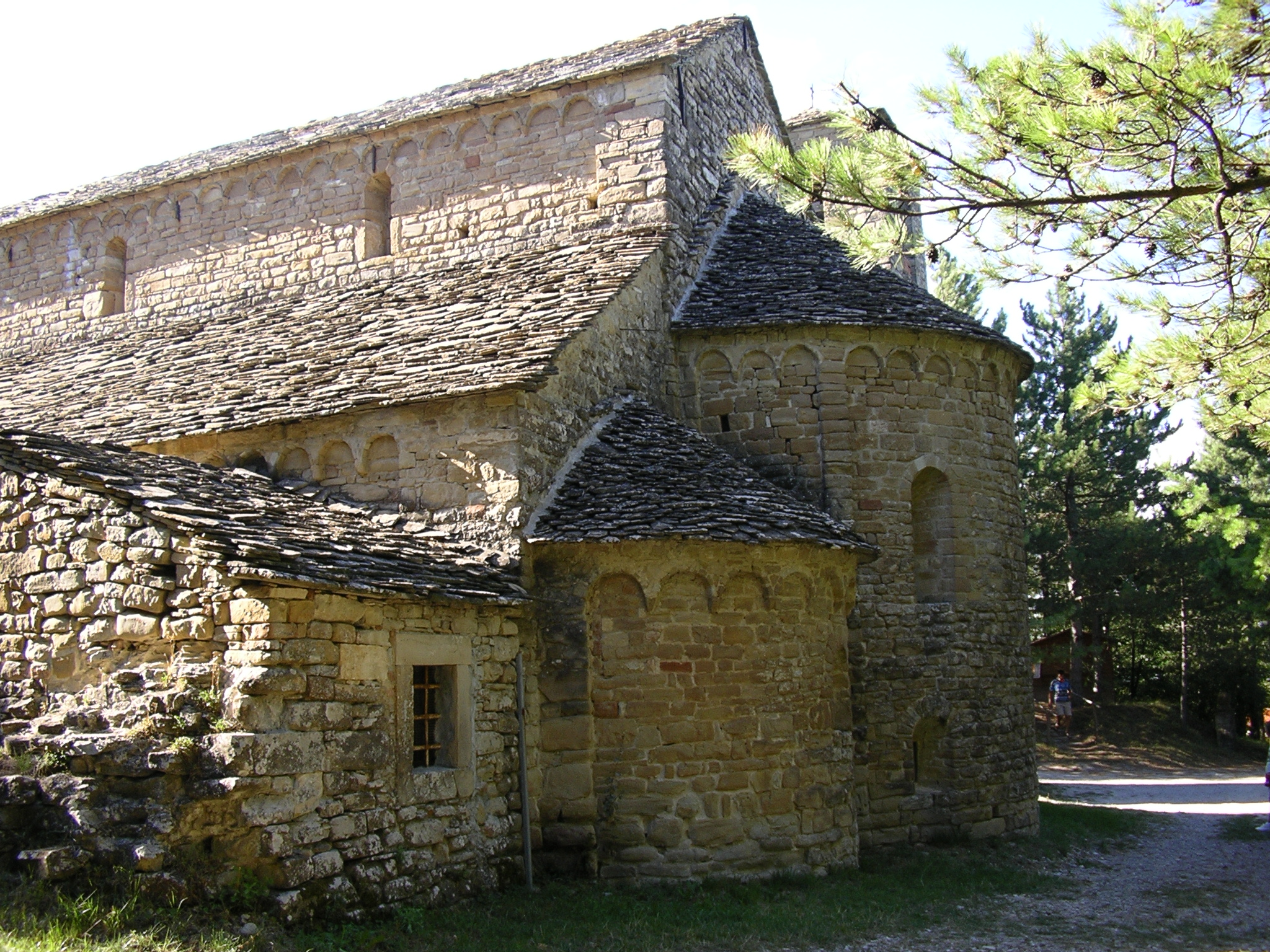
Kapel van het oude klooster bij Neviano